# Liste der Baudenkmäler in Freihung

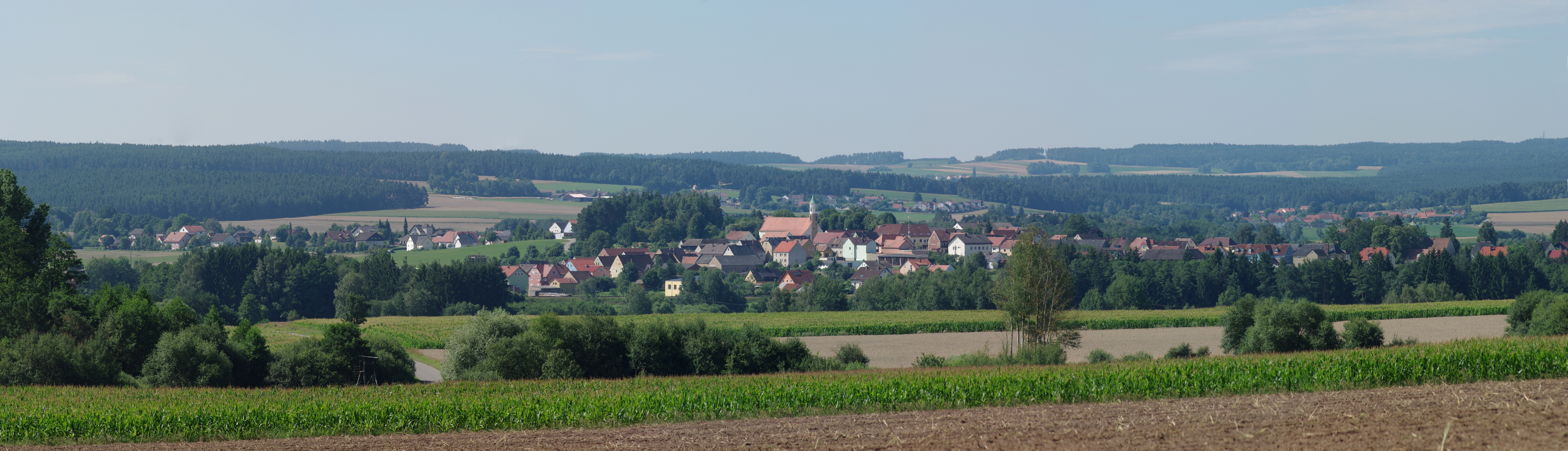
Blick auf Freihung

Auf dieser Seite sind die Baudenkmäler in dem Oberpfälzer Markt Freihung zusammengestellt. Diese Tabelle ist eine Teilliste der Liste der Baudenkmäler in Bayern. Grundlage ist die Bayerische Denkmalliste, die auf Basis des Bayerischen Denkmalschutzgesetzes vom 1. Oktober 1973 erstmals erstellt wurde und seither durch das Bayerische Landesamt für Denkmalpflege geführt wird. Die folgenden Angaben ersetzen nicht die rechtsverbindliche Auskunft der Denkmalschutzbehörde.

## Baudenkmäler nach Ortsteilen

### Freihung
| Lage                                    | Objekt                                                         | Beschreibung | Akten-Nr.             | Bild           |
| --------------------------------------- | -------------------------------------------------------------- | --- | --------------------- | -------------- |
| Dr.-Hans-Raß-Straße 25, 25 a (Standort) | Evangelisch-lutherische Pfarrkirche, sogenannte Friedenskirche | Saalbau, verputzter Massivbau mit Satteldach, gerade geschlossenem Chor, Turm mit Zwiebelhaube und ornamentiertem Sandsteinportal, 1924, umgestaltet 1956; mit Ausstattung Kirchhofmauer | D-3-71-121-1 Wikidata | BW             |
| Kirchstraße 6, 8 (Standort)             | Katholische Pfarrkirche Heilige Dreifaltigkeit                 | Saalkirche, verputzter Massivbau mit Satteldach, eingezogenem, dreiseitig geschlossenem Chor, oktogonalem Westturm aus Sandsteinquadern mit zylindrischem Obergeschoss und Kegeldach, von Sebastian Regner, „1764“ (bezeichnet)/65, Erweiterung nach Westen bezeichnet mit „1922“; mit Ausstattung Kirchhofmauer, wohl 1922 Leichenhaus, eingeschossiger, verputzter Massivbau mit Walmdach, Sandsteingliederung und östlichem, über Arkaden geöffnetem Eingangsvorbau mit Satteldach, bezeichnet mit „1922“ | D-3-71-121-2 Wikidata | weitere Bilder |
| Marktstraße 13 (Standort)               | Bauernhaus                                                     | Zweigeschossiger, weitgehend verputzter Bruchsteinbau in Ecklage, mit Satteldach, bezeichnet mit „1659“ und „1841“ | D-3-71-121-4 Wikidata | BW             |

### Blauenneuschacht
| Lage                          | Objekt          | Beschreibung                                                                          | Akten-Nr.             | Bild |
| ----------------------------- | --------------- | ------------------------------------------------------------------------------------- | --------------------- | ---- |
| Blauenneuschacht 1 (Standort) | Bildstock       | Reliefierter Steinpfeiler mit Laterne, zweite Hälfte 19. Jahrhundert                  | D-3-71-121-5 Wikidata | BW   |
| Blauenneuschacht 2 (Standort) | Ehemalige Mühle | Zweigeschossiger, verputzter Massivbau mit Halbwalmdach, erste Hälfte 19. Jahrhundert | D-3-71-121-6 Wikidata | BW   |

### Elbart
| Lage                      | Objekt                     | Beschreibung | Akten-Nr.             | Bild |
| ------------------------- | -------------------------- | --- | --------------------- | ---- |
| Im Dorf 10 (Standort)     | Bauernhaus, Wohnstallbau   | Zweigeschossiger, verputzter Massivbau mit Satteldach, gekehlten Gewänden und Muschelnische, Stallanbau leicht verschmälert, mit verschaltem Kniestock und Aufzugsgaube, erste Hälfte 19. Jahrhundert | D-3-71-121-8 Wikidata | BW   |
| Im Dorf 24, 26 (Standort) | Ehemalige Direktorenvillen | Von 1878 bis 1890 der Bavarian Lead-Mining Company Freihung, ab 1894 der Terra-nova-Industrie Freihung CA Kapferer-Schleuning, eingeschossiger Holzbau, mit Flachsatteldach und Kniestock, 1829, Umbau und Errichtung der beidseitigen Zwerchhäuser, 1894 Der Terra-nova-Industrie Freihung CA Kapferer-Schleuning, sogenannte Villa Erika, zweigeschossiger Satteldachbau mit Fachwerk-Obergeschoss über massivem Erdgeschoss, 1894/95 | D-3-71-121-9 Wikidata | BW   |

### Großschönbrunn
| Lage                                                      | Objekt                                       | Beschreibung | Akten-Nr.              | Bild           |
| --------------------------------------------------------- | -------------------------------------------- | --- | ---------------------- | -------------- |
| Dorfstraße 8, 10 (Standort)                               | Katholische Pfarrkirche St. Johannes Baptist | Chorturmkirche, Sandsteinquaderbau mit leicht eingezogenem, quadratischem Chor, im Kern romanisch, Spitzbogenportal und Unterbau des Ostturms mit Strebepfeilern und Maßwerkfenstern gotisch, verputzte Obergeschosse des Turms und Zeltdach 16./17. Jahrhundert, Erhöhung und westliche Erweiterung des Langhauses 18./19. Jahrhundert; mit Ausstattung Rechteckbau nordöstlich der Sakristei, 16./17. Jahrhundert Lourdeskapelle, verputzter Massivbau mit Satteldach, Putzgliederung, Nischenfigur und Eingangsgitter, frühes 20. Jahrhundert; mit Ausstattung Teilstücke der Kirchhofmauer und Nischenfigur des hl. Johann Nepomuk | D-3-71-121-12 Wikidata | weitere Bilder |
| Grund (Standort)                                          | Kreuzwegkapelle am Bläßleinsberg             | Verputzter, dreiseitig geschlossener Massivbau mit Satteldach, Giebelreiter und Rundbogengewänden, zweite Hälfte 19. Jahrhundert; mit Ausstattung Kruzifixus, Holz, wohl gleichzeitig | D-3-71-121-13 Wikidata | BW             |
| Kappel; am Weg nach Kleinschönbrunn (Standort)            | Bildstock                                    | Reliefierter Sandsteinpfeiler mit Laterne, bezeichnet mit „1861“ | D-3-71-121-14 Wikidata | BW             |
| Raiffeisenstraße 19 (Standort)                            | Wohnhaus                                     | Zweigeschossiger, verputzter Massivbau mit Halbwalmdach, Figurennische sowie Putzgliederung mit ornamentierten Faschen, Eckquaderung und Gurtgesims, 17./18. Jahrhundert, wohl in der zweiten Hälfte 19. Jahrhundert nach Norden verlängert | D-3-71-121-11 Wikidata | BW             |
| In Großschönbrunn, an der Straße nach Hirschau (Standort) | Marterl                                      | Steinpfeiler, bezeichnet mit „1842“ | D-3-71-121-15 Wikidata | BW             |

### Hämmerleinsmühle
| Lage                          | Objekt    | Beschreibung                  | Akten-Nr.     | Bild |
| ----------------------------- | --------- | ----------------------------- | ------------- | ---- |
| Hämmerleinsmühle 1 (Standort) | Bildstock | Zweite Hälfte 19. Jahrhundert | D-3-71-121-18 | BW   |

### Kleinschönbrunn
| Lage                        | Objekt                         | Beschreibung                                                                                             | Akten-Nr.              | Bild                     |
| --------------------------- | ------------------------------ | --- | ---------------------- | ------------------------ |
| Ammerschlag (Standort)      | Kapelle Heilige Dreifaltigkeit | Verputzter Massivbau mit Satteldach, Mitte 19. Jahrhundert; mit Ausstattung                              | D-3-71-121-19 Wikidata | BW                       |
| Zur Vilsquelle 4 (Standort) | Bauernhaus, Wohnstallbau       | Eingeschossiger, verputzter Massivbau mit Satteldach, nördlicher Teil verbrettert, Mitte 19. Jahrhundert | D-3-71-121-20 Wikidata | Bauernhaus, Wohnstallbau |

### Rothaar
| Lage                               | Objekt        | Beschreibung                                                                     | Akten-Nr.              | Bild |
| ---------------------------------- | ------------- | -------------------------------------------------------------------------------- | ---------------------- | ---- |
| Einsiedel; Kustenwiesen (Standort) | Marienkapelle | Verputzter Massivbau mit Satteldach und Sandsteingewänden, bezeichnet mit „1849“ | D-3-71-121-21 Wikidata | BW   |

### Schmelzmühle
| Lage                      | Objekt                        | Beschreibung | Akten-Nr.              | Bild                          |
| ------------------------- | ----------------------------- | --- | ---------------------- | ----------------------------- |
| Schmelzmühle 3 (Standort) | Katholische Herz-Jesu-Kapelle | Verputzter, dreiseitig geschlossener Massivbau mit Satteldach, Dachreiter, Rundbogengewänden und Sandsteingliederung, um 1870; mit Ausstattung | D-3-71-121-22 Wikidata | Katholische Herz-Jesu-Kapelle |

### Seugast
| Lage                  | Objekt                            | Beschreibung | Akten-Nr.              | Bild                              |
| --------------------- | --------------------------------- | --- | ---------------------- | --------------------------------- |
| Seugast 72 (Standort) | Katholische Pfarrkirche St. Maria | Verputzter Massivbau mit Satteldach, ausladendem Querhaus, gerade geschlossenem Chor und Spitzbogenportal im teils verputzten Sandsteinquaderturm mit Zeltdach, bezeichnet mit „1903“ | D-3-71-121-23 Wikidata | Katholische Pfarrkirche St. Maria |

### Tanzfleck
| Lage         | Objekt   | Beschreibung                                             | Akten-Nr.     | Bild |
| ------------ | -------- | -------------------------------------------------------- | ------------- | ---- |
| Ziegelweg () | Wegkreuz | Gusseisenkruzifix auf Steinsockel, bezeichnet mit „1868“ | D-3-71-121-32 |      |

### Thansüß
| Lage                      | Objekt                                            | Beschreibung | Akten-Nr.              | Bild                        |
| ------------------------- | ------------------------------------------------- | --- | ---------------------- | --------------------------- |
| Hauptstraße 9 (Standort)  | Bauernhof                                         | Bauernhaus, Wohnstallbau, eingeschossiger, giebelständiger und verputzter Massivbau mit Satteldach Hoftor mit rundbogiger Toreinfahrt; bezeichnet mit „1844“ | D-3-71-121-25 Wikidata | BW                          |
| Hauptstraße 10 (Standort) | Evangelisch-lutherische Pfarrkirche St. Katharina | Verputzter Massivbau mit Satteldach, eingezogenem Chor, Zwiebeldachreiter und geohrtem Sandsteinportal, um 1721; mit Ausstattung | D-3-71-121-26 Wikidata | weitere Bilder              |
| Hauptstraße 14 (Standort) | Gasthof zum Schwarzen Bären                       | Zweigeschossiger, giebelständiger und verputzter Massivbau mit Satteldach, bezeichnet mit „1839“ Wirtschaftsgebäude, eingeschossiger Massivbau mit Satteldach, wohl zweite Hälfte 19. Jahrhundert                                                               | D-3-71-121-27 Wikidata | Gasthof zum Schwarzen Bären |
| Hauptstraße 15 (Standort) | Hoftor                                            | Mit rundbogiger Toreinfahrt, bezeichnet mit „1810“ | D-3-71-121-28 Wikidata | BW                          |
| Hauptstraße 16 (Standort) | Bauernhof                                         | Bauernhaus, zweigeschossiger, giebelständiger und verputzter Massivbau mit Satteldach und gekehlten Gewänden, bezeichnet mit „1823“ Wirtschaftsgebäude, eingeschossige Satteldachbauten; Hoftor mit korbbogiger Toreinfahrt; wohl zweite Hälfte 19. Jahrhundert | D-3-71-121-29 Wikidata | BW                          |

### Weickenricht
| Lage                       | Objekt        | Beschreibung | Akten-Nr.              | Bild |
| -------------------------- | ------------- | --- | ---------------------- | ---- |
| In Weickenricht (Standort) | Marienkapelle | Gerade geschlossener Massivbau mit Satteldach, gefastem Türgewände, Putzgliederung und Muschelnische, bezeichnet mit „1790“ | D-3-71-121-30 Wikidata | BW   |

### Keinem Ortsteil zugeordnet
| Lage         | Objekt    | Beschreibung                                                                             | Akten-Nr.     | Bild |
| ------------ | --------- | ---------------------------------------------------------------------------------------- | ------------- | ---- |
| Bergäcker () | Bildstock | Steinpfeiler, bekrönt von Gusseisenkruzifix, bezeichnet mit „(18)81“, Pfeiler wohl älter | D-3-71-121-31 |      |

## Ehemalige Baudenkmäler
In diesem Abschnitt sind Objekte aufgeführt, die früher einmal in der Denkmalliste eingetragen waren, jetzt aber nicht mehr. Objekte, die in anderem Zusammenhang also z. B. als Teil eines Baudenkmals weiter eingetragen sind, sollen hier nicht aufgeführt werden. Aktennummern in diesem Abschnitt sind ehemalige, jetzt nicht mehr gültige Aktennummern.

| Lage                                           | Objekt                | Beschreibung                                              | Akten-Nr.              | Bild |
| ---------------------------------------------- | --------------------- | --------------------------------------------------------- | ---------------------- | ---- |
| Hämmerleinsmühle Hämmerleinsmühle 1 (Standort) | Ehemalige Hammermühle | Walmdachbau mit Pilastergliederung, bezeichnet mit „1806“ | D-3-71-121-17 Wikidata | BW   |
| Thansüß Hauptstraße 5 (Standort)               | Hoftor                | Mit rundbogiger Toreinfahrt, bezeichnet mit „1862“        | D-3-71-121-24 Wikidata | BW   |